# A&O Hotels and Hostels
A&O Hotels and Hostels GmbH er en kæde af vandrerhjem med hovedkontor i Berlin, der er målrettet mod unge rejsende og backpackere, og som tilbyder billige grupperum og hotelværelser til to. Vandrerhjemmene er generelt centralt placeret, for det meste tæt på jernbanestationer. A&O har 40 datterselskaber i ni lande, hvilket gør det til den største privatejede hostelkæde i Europa. I 2019 registrerede den 5 millioner overnatninger og realiserede et salg på €165 millioner.

## Historie
Grundlægger Oliver Winter havde ideen om at åbne et hostel efter flere ture gennem Europa i slutningen af 1990'erne. Der var få vandrerhjem i byområder i Tyskland på det tidspunkt; vandrerhjem i Tyskland var for det meste beliggende i forstæder eller landdistrikter og blev drevet af den tyske vandrerhjemsforening. Dette var et problem for udenlandske rejsende, fordi kun medlemmer af en vandrerhjems-organisation kunne overnatte der.
I år 2000 åbnede Winter og hans udlejer Michael Kluge det første A&O Hostel i Berlin Friedrichshain med 164 senge. Efter et år fordoblede de antallet af senge, og i årene 2002 og 2004 åbnede de nye vandrerhjem i Berlin. I 2005 åbnede virksomheden sine første huse uden for Berlin i Prag, Hamborg og München. Fra da af etablerede virksomheden forskellige datterselskaber hvert år, hovedsagelig i Tyskland, men også i grænselandene.
I 2009 skabte virksomheden overskrifter ved at vinde en næsten 5-årig retssag mod DJH, den tyske vandrerhjemsorganisation. I 2005 beskyldte DJH A&O for ulovligt at bruge ordet "Jugendherberge", det tyske udtryk for vandrehjem, som DJH havde registreret som varemærke i 1998. A&O protesterede og ønskede, at mærket skulle slettes og hævdede, at ordet "Jugendherberge" var for almindeligt til at blive beskyttet. Endelig besluttede den tyske domstol i 2009, at "Jugendherberge" skulle slettes fra varemærkeregistret.
I 2017 købte investeringsselskabet TPG Capital størstedelen af selskabets aktier.
Vandrerhjemmekæden åbnede sit første danske datterselskab i 2017 i København Nørrebro. I 2020 blev der åbnet et andet hostel i Københavns Sydhavn.

## Udvidelsesplaner
Da A&O er blevet opkøbt af TPG, forstærkede man massivt sine ekspansionsplaner. Virksomheden offentliggjorde en liste over 25 byer i Europa, hvor nye vandrerhjem skal åbnes i den nærmeste fremtid. Udover seks placeringer på A & O's kernemarkeder Tyskland og Østrig, indeholder listen også byer i Irland, Skotland, England, Holland, Frankrig, Spanien, Portugal, Italien, Ungarn, Polen, Sverige og Schweiz.

## Liste over placeringer
Liste over a&o Hostels. Fra december 2020
| Name                                 | Country        | Opened     |
| ------------------------------------ | -------------- | ---------- |
| Berlin Friedrichshain                | Tyskland       | 2000       |
| Berlin Zoo                           | Tyskland       | 2002–2012  |
| Berlin Mitte                         | Tyskland       | 2004       |
| Prag Holešovice (Franchise)          | Tjekkiet       | 2005–2012  |
| München Hauptbahnhof                 | Tyskland       | 2005       |
| Hamborg Hammer Kirche                | Tyskland       | 2005       |
| München Hackerbrücke                 | Tyskland       | 2006       |
| Hamborg Hauptbahnhof                 | Tyskland       | 2007       |
| Dresden Hauptbahnhof                 | Tyskland       | 2007       |
| Leipzig Hauptbahnhof                 | Tyskland       | 2008       |
| Wien Stadthalle                      | Østrig         | 2008       |
| Hamborg Reeperbahn                   | Tyskland       | 2009       |
| Düsseldorf Hauptbahnhof              | Tyskland       | 2009       |
| Köln Neumarkt                        | Tyskland       | 2009       |
| Berlin Hauptbahnhof                  | Tyskland       | 2010       |
| Köln Dom                             | Tyskland       | 2011       |
| Nürnberg Hauptbahnhof                | Tyskland       | 2011       |
| Dortmund Hauptbahnhof                | Tyskland       | 2011       |
| Hamborg City                         | Tyskland       | 2012       |
| Prag Metro Strizkov                  | Tjekkiet       | 2012- 2022 |
| Karlsruhe Hauptbahnhof               | Tyskland       | 2012- 2018 |
| Graz Hauptbahnhof                    | Østrig         | 2013       |
| Wien Hauptbahnhof                    | Østrig         | 2013       |
| Frankfurt Galluswarte (Messe)        | Tyskland       | 2013       |
| Aachen Hauptbahnhof                  | Tyskland       | 2014       |
| Weimar                               | Tyskland       | 2014       |
| München Laim                         | Tyskland       | 2014       |
| Amsterdam Zuidoost (Bijlmer)         | Holland        | 2015       |
| Stuttgart City                       | Tyskland       | 2015       |
| Berlin Kolumbus                      | Tyskland       | 2015       |
| Köln Hauptbahnhof                    | Tyskland       | 2016       |
| Prag Rhea                            | Tjekkiet       | 2018       |
| Salzburg Hauptbahnhof                | Østrig         | 2016       |
| København Nørrebro                   | Danmark        | 2017       |
| Venedig Mestre                       | Italien        | 2017       |
| Bremen Hauptbahnhof                  | Tyskland       | 2017       |
| Frankfurt Ostend                     | Tyskland       | 2018       |
| Salzburg Wolfgang's (managed by a&o) | Østrig         | 2019       |
| Venedig Mestre II                    | Italien        | 2019       |
| Warszawa Wola                        | Polen          | 2020       |
| Budapest City                        | Ungarn         | 2020       |
| København Sydhavn                    | Danmark        | 2020       |
| Edinburgh City                       | Storbritannien | 2021       |
| Rotterdam City                       | Holland        | 2022       |